# Pieter Broertjes
Pieter Izak Broertjes (Den Haag, 20 september 1952) is een Nederlands voormalig journalist, bestuurder en politicus van de PvdA. Van juli 2011 tot februari 2022 was hij burgemeester van de gemeente Hilversum. Van 1995 tot 2010 was hij hoofdredacteur van de Volkskrant.

## Journalistieke loopbaan
Broertjes studeerde sociale wetenschappen met als specialisaties ontwikkelingseconomie en arbeidssociologie aan de Rijksuniversiteit Utrecht. Na zijn studie trad Broertjes in 1979 in dienst bij de Volkskrant als sociaal-economisch redacteur, waar hij werd ingewerkt door sociaal-economisch redacteur Wim de Valk. Vanaf 1987 tot en met 1990 was hij chef sociaal-economische redactie, om vervolgens tot 1995 de post van adjunct-hoofdredacteur te vervullen. Vanaf 1995 was Broertjes hoofdredacteur, als opvolger van Harry Lockefeer. In 1998 steunde hij Hans van Wissen in de judas-affaire en stelde hij zich als verantwoordelijk hoofdredacteur partij in het door Wouter Huibregtsen tegen Van Wissen en de Volkskrant aangespannen rechtszaak rond die kwestie waarin Youp van 't Hek hem als "een gewone ordinaire farizeeër" betitelde en hij en Van Wissen in het ongelijk zouden worden gesteld. 
Naast zijn functie bij de Volkskrant was Broertjes tot april 2006 voorzitter van het Nederlands Genootschap van Hoofdredacteuren. Op 1 juli 2010 stopte Broertjes als hoofdredacteur en nam hij afscheid van de Volkskrant. Hij werd opgevolgd door Philippe Remarque. Het bekendste onderwerp waarmee Broertjes in de publiciteit is gekomen, zijn de vertrouwelijke gesprekken die hij en Jan Tromp voerden met prins Bernhard van Lippe-Biesterfeld. Verslagen daarvan werden na het overlijden van prins Bernhard in 2004 gepubliceerd.

## Politieke loopbaan
Op 23 maart 2011 droeg de gemeenteraad van Hilversum Broertjes voor als burgemeester van de gemeente, als opvolger van Ernst Bakker. Het kabinet-Rutte I stemde op 27 mei 2011 in met de benoeming en op 1 juli 2011 ging zijn burgemeesterschap in. In november 2013 werd hij voorzitter van de raad van toezicht van de Consumentenbond. Op 23 oktober 2014 vergeleek Broertjes in het radio-programma Stand.nl IS-terroristen met Joden die na de Tweede Wereldoorlog naar Israël vertrokken om tegen de Engelsen te vechten wat hem op kritiek kwam te staan. In november 2015 werd hij lid van het comité van aanbeveling van de Herdenking Februaristaking 't Gooi. Begin februari 2017 droeg de gemeenteraad van Hilversum Broertjes voor voor een nieuwe termijn van zes jaar. Hij werd herbenoemd per 1 juli 2017. Vanaf 2018 was hij vicevoorzitter van het Nederlands Genootschap van Burgemeesters. Na de mededeling op 13 december 2018 dat oud-raadslid Henk Blok voor Hart voor Hilversum als eenmansfractie verder ging gebruikte Broertjes volgens raadslid Rebekka Timmer racistisch taalgebruik door te verwijzen naar het versje Tien kleine negertjes.
In april 2021 werd Broertjes met een hersenontsteking opgenomen in het ziekenhuis. Zijn functie werd waargenomen door locoburgemeester Karin Walters. Vanaf 19 mei 2021 werd zijn ambt door Charlie Aptroot waargenomen. Op 1 september van dat jaar heeft Broertjes zijn werkzaamheden weer hervat. Op 9 juni 2021 heeft Broertjes zijn vertrek in het voorjaar van 2022 aangekondigd in verband met pensionering. Op 16 februari 2022 werd Gerhard van den Top burgemeester van Hilversum.
- Digitale Bibliotheek voor de Nederlandse Letteren: broe244
- Gemeinsame Normdatei: 1164262645
- International Standard Name Identifier: 0000 0000 2535 253X
- Library of Congress Control Number: n84146284
- Nederlandse Thesaurus van Auteursnamen: 074261134
- Virtual International Authority File: 60488387
- WorldCat: E39PBJt3TKmhXTVtdrrcj8wXBP